# Phrixothrix vianai
Phrixothrix vianai är en skalbaggsart som beskrevs av Wittmer 1988. Phrixothrix vianai ingår i släktet Phrixothrix och familjen Phengodidae. Inga underarter finns listade i Catalogue of Life.